# 62-га паралель південної широти
62-га паралель південної широти — лінія широти, що лежить на 62 градуси південніше земної екваторіальної площини. Вона проходить через Південний океан та Антарктиду.
На цій широті під час літнього сонцестояння сонце видно 19 годин 45 хвилин, а під час зимового сонцестояння — 5 годин 9 хвилин.

## Список географічних об'єктів, що перетинає 62° пд. ш.
Починаючи з Гринвіцького меридіану та рухаючись на схід, 62-га паралель південної широти проходить через:
| Координати                                                  | Континент або океан | Примітки                                                                                                   |
| ----------------------------------------------------------- | ------------------- | --- |
| 62°0′ пд. ш. 0°0′ сх. д. / 62.000° пд. ш. 0.000° сх. д.     | Південний океан     | На південь від Атлантичного океана                                                                         |
| 62°0′ пд. ш. 20°0′ сх. д. / 62.000° пд. ш. 20.000° сх. д.   | Південний океан     | На південь від Індійського океана                                                                          |
| 62°0′ пд. ш. 147°0′ сх. д. / 62.000° пд. ш. 147.000° сх. д. | Південний океан     | На південь від Тихого океана Протока Дрейка — проходить між Південною Америкою та Антарктичним півостровом |
| 62°0′ пд. ш. 67°16′ зх. д. / 62.000° пд. ш. 67.267° зх. д.  | Південний океан     | На південь від Атлантичного океана                                                                         |
| 62°0′ пд. ш. 58°36′ зх. д. / 62.000° пд. ш. 58.600° зх. д.  | Антарктида          | Проходить через острів Кінг-Джордж (претендують Аргентина, Чилі та Велика Британія)                        |
| 62°0′ пд. ш. 57°39′ зх. д. / 62.000° пд. ш. 57.650° зх. д.  | Південний океан     | На південь від Атлантичного океана                                                                         |